# NGC 6311
NGC 6311 (другие обозначения — UGC 10741, MCG 7-35-39, ZWG 225.59, PGC 59750) — эллиптическая галактика (E) в созвездии Геркулес.
Этот объект входит в число перечисленных в оригинальной редакции «Нового общего каталога».